# Wolfakirchen
Wolfakirchen ist ein Gemeindeteil der Gemeinde Haarbach im niederbayerischen Landkreis Passau.

## Lage
Das Pfarrdorf Wolfakirchen liegt an der Wolfach im Isar-Inn-Hügelland etwa zwei Kilometer westlich von Haarbach.

## Geschichte
Die Obmannschaft Wolfach, 1752 umbenannt in Wolfakirchen, war Teil des Amtes Aunkirchen bzw. ab 1532 des Amtes Amsham im Landgericht Vilshofen. Außer Wolfakirchen selbst umfasste die Obmannschaft noch Niederham und Kemauthen.
1818 zunächst selbstständig, gehörte Wolfakirchen 1821 zu den Orten, aus denen die Gemeinde Haarbach gebildet wurde. In kirchlicher Hinsicht ursprünglich Filiale von Uttlau, wurde es 1805 Filiale von Haarbach und 1867 Messeleserstelle. Seit 1921 besteht die Pfarrei Wolfakirchen.

## Sehenswürdigkeiten
- Pfarrkirche Maria Himmelfahrt. Die spätgotische ehemalige Wallfahrtskirche aus dem 15. Jahrhundert mit älteren Bauteilen birgt Glasfenster des 15. Jahrhunderts und Altäre vom Übergang des Rokoko zum Klassizismus.